# 금오산성지
금오산성지(金鰲山城址)는 대한민국 전라남도 화순군 한천면에 있는, 해발 545m의 용암산 자연암벽과 작은 계곡을 품고, 산의 정상을 둘러 돌로 쌓은 산성 터이다. 1984년 2월 29일 전라남도의 문화재자료 제118호로 지정되었다.

## 개요
해발 545m의 용암산 자연암벽과 작은 계곡을 품고, 산의 정상을 둘러 돌로 쌓은 산성 터이다. 내부공간이 넓지는 않지만 성을 방어하는데는 유리한 조건을 갖추고 있다.
산성의 전체 길이는 약 1,525m이고, 경사도를 감안하면 실제 길이는 약 1,650m이다. 성벽은 능선과 암벽을 이용하여 정연하지는 않지만, 안쪽과 바깥쪽을 모두 돌로 쌓았으며, 대체로 마름모꼴을 띄고 있다. 성벽은 안으로 구부러진 형태로, 큰 돌 사이에 작은 돌들을 끼워넣어, 큰 돌이 움직이지 않도록 튼튼하고 안정감있게 쌓았다.
문터는 현재 남쪽과 북쪽 2곳에 남아 있는데, 모두 많이 훼손되어 원래의 모습을 알아보기가 어려운 상태이다. 남문터는 양쪽면에 자연석을 다듬은 돌을 2∼3단으로 쌓은 것만 확인할 수 있으며, 북문터 역시 자연석을 다듬은 돌로 5∼6단을 쌓았다. 건물터는 북문터 안쪽과 남문터 안쪽, 그리고 용암산 북쪽 능선상의 평탄한 곳에서 확인된다. 우물터도 성벽과 절벽이 만나는 동쪽 평탄한 곳에 있다.
고려 후기 왜구의 침입을 막기 위해, 능성현의 주된 성인 비봉산성과 딸린 성인 예성산성과 함께 지어진 산성이다. 인조 14년(1636) 병자호란이 일어나자 성을 고쳐 쌓아 군사훈련을 하였고, 군사들이 먹을 식량을 모아두기도 하였다.

## 참고 자료
- 금오산성지 - 국가유산청 국가유산포털